# Gypsophila tomentosa
Gypsophila tomentosa là loài thực vật có hoa thuộc họ Cẩm chướng. Loài này được L. mô tả khoa học đầu tiên năm 1755.